# Vâlcelele, Buzău
Vâlcelele este o comună în județul Buzău, Muntenia, România, formată numai din satul de reședință cu același nume.

## Așezare
Comuna se află în extremitatea nord-estică a județului, la limita cu județele Vrancea și Brăila. Este deservită de un drum comunal, ce o leagă de DN22.

## Demografie
Componența etnică a comunei Vâlcelele
     Români (90,67%)
     Romi (2,92%)
     Alte etnii (0%)
     Necunoscută (6,41%)
Componența confesională a comunei Vâlcelele
     Ortodocși (90,16%)
     Adventiști (2,33%)
     Alte religii (0,36%)
     Necunoscută (7,14%)
Conform recensământului efectuat în 2021, populația comunei Vâlcelele se ridică la 1.372 de locuitori, în scădere față de recensământul anterior din 2011, când fuseseră înregistrați 1.587 de locuitori. Majoritatea locuitorilor sunt români (90,67%), cu o minoritate de romi (2,92%), iar pentru 6,41% nu se cunoaște apartenența etnică. Din punct de vedere confesional, majoritatea locuitorilor sunt ortodocși (90,16%), cu o minoritate de adventiști (2,33%), iar pentru 7,14% nu se cunoaște apartenența confesională.

## Politică și administrație
Comuna Vâlcelele este administrată de un primar și un consiliu local compus din 9 consilieri. Primarul, Liviu Bărăgan[*], de la Partidul Social Democrat, este în funcție din octombrie 2020. Începând cu alegerile locale din 2024, consiliul local are următoarea componență pe partide politice:
|  | Partid                   | Consilieri | Componența Consiliului | Componența Consiliului | Componența Consiliului | Componența Consiliului | Componența Consiliului | Componența Consiliului | Componența Consiliului | Componența Consiliului | Componența Consiliului |
|  | ------------------------ | ---------- | ---------------------- | ---------------------- | ---------------------- | ---------------------- | ---------------------- | ---------------------- | ---------------------- | ---------------------- | ---------------------- |
|  | Partidul Social Democrat | 9          |                        |                        |                        |                        |                        |                        |                        |                        |                        |

## Istorie
La sfârșitul secolului al XIX-lea, comuna Vîlcelele făcea parte din plasa Gradiștea a județului Râmnicu Sărat, și era formată din cătunele Vîlcelele și Erculești, cu o populație de 1364 de locuitori. În comună funcționau o biserică zidită de locuitori în 1856 și o școală mixtă. În 1925, comuna se regăsea în plasa Boldu a aceluiași județ și avea, în aceleași două sate, 1815 locuitori.
În 1950, comuna a fost inclusă în raionul Făurei din regiunea Galați, din care a făcut parte până în 1968, când a fost transferată la județul Buzău; tot atunci, satul Erculești a fost desființat și comasat cu satul Vâlcelele, comuna rămânând cu acest unic sat.